# فرودگاه بای-کوماو

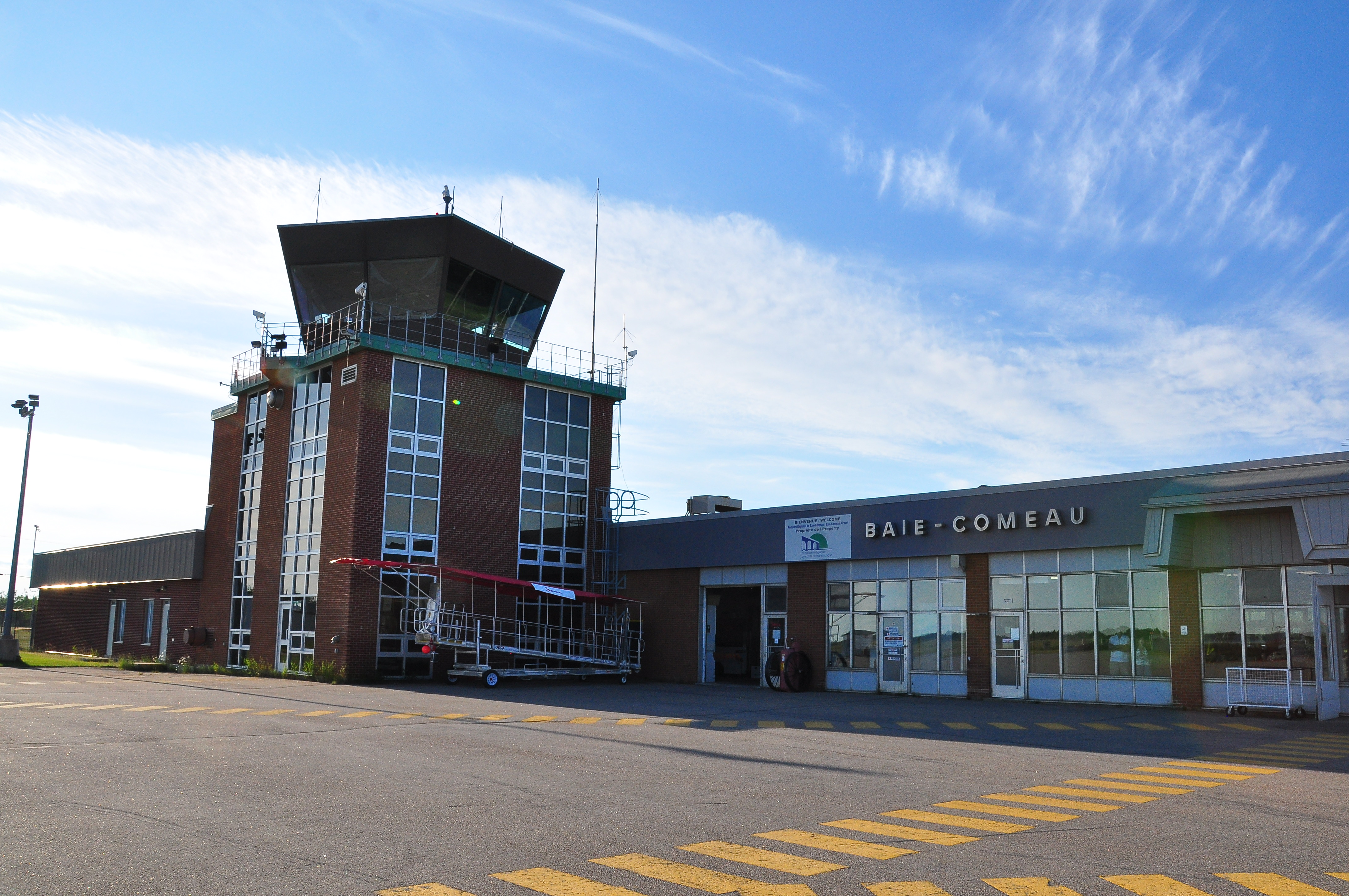
نمایی از فرودگاه بای-کوماو

فرودگاه بای-کوماو (به انگلیسی: Baie-Comeau Airport) یک فرودگاه همگانی باربری با کد یاتا YBC است که یک باند فرود آسفالت دارد و طول باند آن ۱۸۲۹ متر است. این فرودگاه در کشور کانادا قرار دارد و در ارتفاع ۲۲ متری از سطح دریا واقع شده‌است.

## شرکت‌های هواپیمایی و مقصدهای پروازی
| شرکت‌های هواپیمایی  | مقصدهای پروازی                              |
| ------------------ | ------------------------------------------- |
| Air Canada Express | مون-ژولی، مونترآل-پییر الیوت ترودو          |
| Air Liaison        | مون-ژولی، ژان لوساژ شهر کبک، سپت‌ائیلس، وابش |
| Pascan Aviation    | سی‌اف‌بی باگوتویل، مونترآل/سن-اوبر، سپت‌ائیلس  |